# Арештантські роти

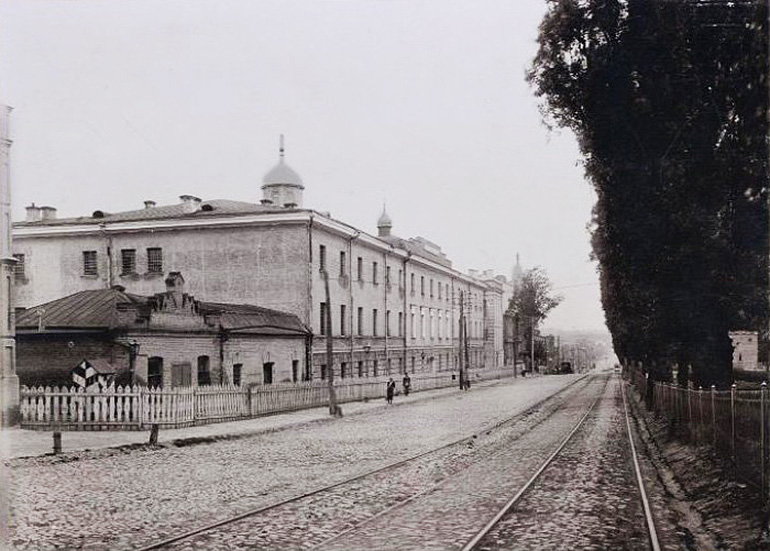
Будинок київських арештантських рот

Арешта́нтські ро́ти — військові арештантські роти інженерного відомства Російської імперії, засновані як вид кримінального покарання в 1823 році. 1830 року були створені арештантські цивільні роти Міністерства шляхів сполучення. А 1870 року у складі Міністерства внутрішніх справ з'явилися під назвою виправних арештантських відділень.

## Історія
У зв'язку зі скаргою сибірського начальства про постійне збільшення кількості засуджених, у Російській імперії запровадили новий вид виправних покарань. 1823 року з'явилися арештантські роти інженерного відомства. Підрозділи формувалися із засуджених за незначні злочини на термін до 20 років, засуджених за тяжкі злочини осіб із привілейованих станів і безхатченків, засуджених на термін від 2 до 4 років.
В арештантських ротах панувала сувора армійська дисципліна.
1830 року створили арештантські роти цивільного відомства (цивільні роти).
За пропозицією міністра внутрішніх справ Дмітрія Блудова примусову працю арештантів використовували в губернських містах.

## Київські арештантські роти

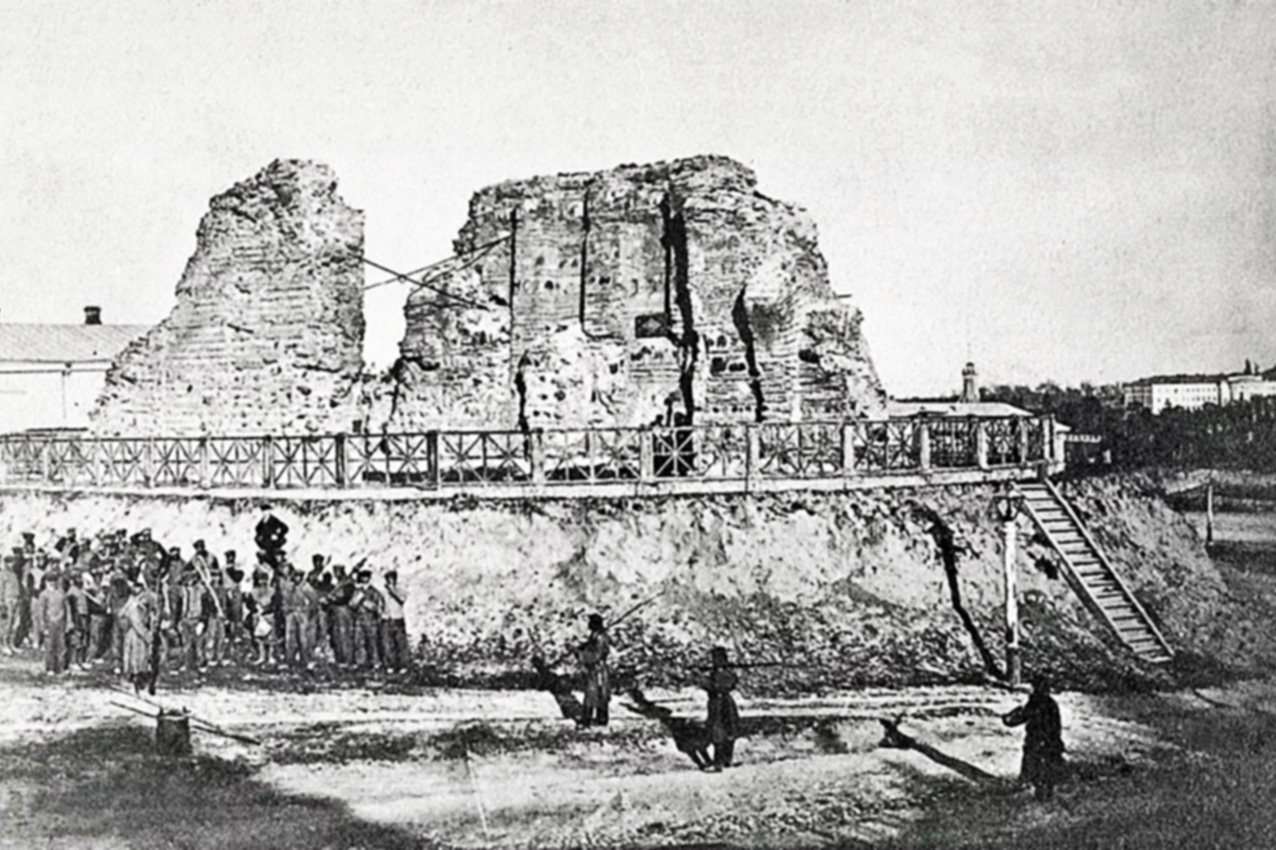
Арештантська рота на роботах біля Золотих воріт, 1860-ті

1834 року російський цар Микола І підписав «Положення про устрій міста Києва» і «Положення про Київську арештантську роту цивільного відомства». Документи надали новоствореному київському будівельному комітету право залучати до будівництва безкоштовну робочу силу — арештантські роти.
З 1834 до 1849 року казарми арештантських рот розміщувались на Подолі у Старому гостиному дворі на нинішньому провулку Хорива, 1. У першу чергу київські арештанти насипали потужні земляні укріплення навколо Нової Печерської фортеці, вирівнювали стародавні вали і пробивали вулиці у Верхньому місті.
У 1840-х роках у Києві проклали Бульварну вулицю. У 1845—1849 роках звели триповерховий комплекс київських арештантських рот, найпершої кам'яної споруди на цій вулиці. Під комплекс відвели ділянку землі площею 2 десятини. Будівельними роботами керував майор Андрій Тілло. Комплекс складався із казарм, розрахованих на дві арештантські роти, загальною кількістю до 600 осіб, і Борисоглібської церкви.[4]
З установленням у Києві радянської влади комплекс перетворили на 2-й БУПР (будинок суспільно-примусових робіт), філію Лук'янівської в'язниці.
1870 року арештантські роти перетворили на виправні арештантські відділення цивільного відомства. З того часу зовнішні роботи замінялися внутрішніми. Арештанти працювали на тюремній території з оплатою праці в розмірі 30 відсотків від заробленого. У Київському відділенні приміщення на першому поверсі пристосували під ткацьку, кравецьку, шевську, столярно-плиткову, слюсарну, бондарну і ковальську майстерні. Засуджені виконували замовлення як від казенних установ, так і від приватних осіб. Наприклад, 1895 на 50 ткацьких верстатах арештанти виготовили 182 тис. аршинів полотна всіх сортів для в'язниць Київської губернії і Сахаліну, і 10 тис. пар прядив'яних туфель для арештантів. Тут ткали рушники, які за своїми якостями не поступалися фабричним. У кравецькій майстерні виготовляли одяг для вихованців Володимирського кадетського корпусу в Києві, для нижніх чинів київської поліції та пожежної команди. Арештантів залучали до праці у тюремному господарстві (приготування їжі, прання білизни, лагодження одягу тощо). На березі річки Либідь, де було виділено 6,5 десятин землі, вирощували городні культури.